# Tren de las Aguas

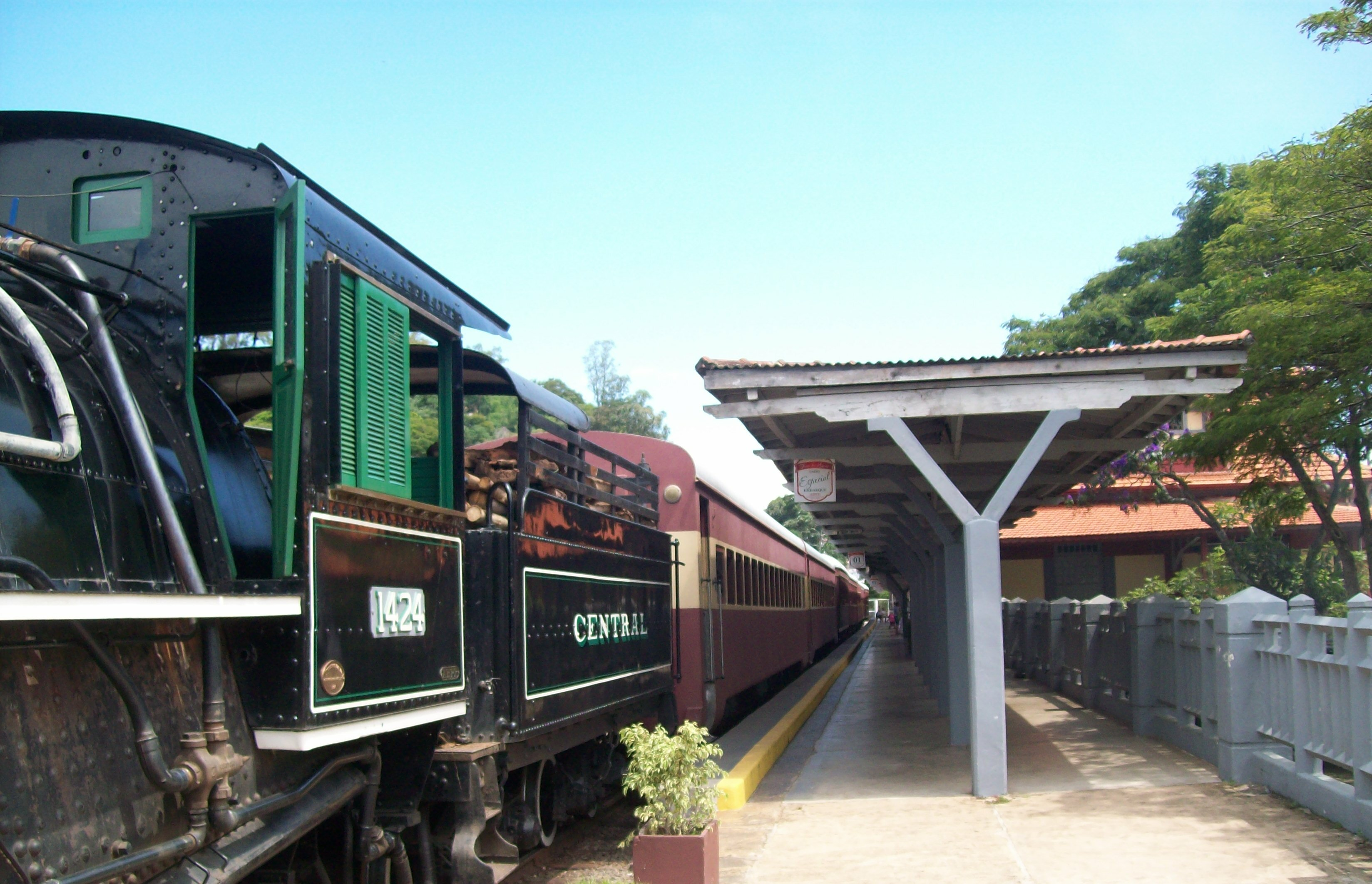
Tren de las Aguas en São Lourenço

El Tren de las Aguas es un tren turístico cultural, cuyo trayecto sale de la ciudad de São Lourenço hasta Soledade de Minas, a 10 km del punto de partida. El tren es conducido por una auténtica locomotora a vapor, oriunda del Ferrocarril Leopoldina. Este tren es operado por la ABPF, Regional Sur de Minas.
El tren normalmente funciona en fines de semanas y festivos (confirmar en la estación los horarios). Los sábados el tren parte a las 10:00hs y 14:30hs, los domingos a las 10:00hs, pudiendo también ser programados viajes extras según la demanda.

## Circuito
El viaje comienza en São Lourenço, km 80 de la extinta The Minas and Río Railway Company y sigue en dirección a Soledade de Minas, km 90. El viaje dura en torno a 40 minutos y los pasajeros cuentan con guías y músicos que ayudan a animar más el paseo.
Después de la llegada a Soledade, el tren para 40 minutos para que los pasajeros puedan conocer la feria de artesanías y dulces, es realizada entonces la maniobra de la locomotora, después de la parada es iniciado el viaje de retorno a São Lourenço.

## Expansión
En 2011 fueron iniciados los trabajos de restauración de la vía permanente de São Lourenço (km 80) a São Sebastião do Río Verde (km 60), que cuando sean concluidos van suponer más de 20 km adicionales de ferrocarril The Minas and Río Railway Company.